# Чемпіонат Сан-Марино з футболу
Чемпіона́т Сан-Мари́но з футбо́лу — аматорська футбольна ліга, що складається з 15 команд. За регламентом чемпіонату, переможець отримує право виступати в Лізі чемпіонів УЄФА починаючи з першого кваліфікаційного раунду. Ще десять клубів у плей-оф розігрують право грати у першому кваліфікаційному раунді Ліги конференцій УЄФА.

## Історія
Перший чемпіонат Сан-Марино був проведений у 1985 році, у якому брали участь 17 клубів. Найкращі 9 клубів залишалися, а інші 8 клубів вибували до Серії А2. Перше чемпіонство в історії здобув Фаетано. У сезоні 1986–1987 для визначення чемпіона 4 найкращі команди грали матчі плей-оф, а з наступного сезону участь брали також найкращі клуби з Серії А2. Останні 2 команди залишали Серію А1. Із сезону 1987–1988 Серія А1 розширилася до 10 клубів, а Серія А2 зменшилась до шести.
Із сезону 1996–1997 чемпіонат мав лише одну серію, яка ділилася на дві групи: «A» і «B». Найкращі 3 клуби кожної групи брали учать у плей-оф для визначення чемпіона.
Із сезону 2020–2021 чемпіонат розігрується за звичайною двоколовою системою та складається з 15 команд із проведенням плей-оф, чемпіон кваліфікується до Ліги чемпіонів.

### Учасники
| Клуб              | Місто         |
| ----------------- | ------------- |
| Кайлунго          | Борго-Маджоре |
| Космос            | Серравалле    |
| Доманьяно         | Доманьяно     |
| Фаетано           | Фаетано       |
| Фйорентіно        | Фйорентіно    |
| Фольгоре/Фальчано | Серравалле    |
| Ювенес            | Серравалле    |
| Догана            | Серравалле    |
| Ла Фіоріта        | Монтеджардіно |
| Лібертас          | Борго-Маджоре |
| Мурата            | Сан-Марино    |
| Пеннаросса        | К'єзануова    |
| Сан-Джованні      | Борго-Маджоре |
| Тре Фйорі         | Фйорентіно    |
| Тре Пенне         | Сан-Марино    |
| Віртус            | Аккуавіва     |

### Стадіони
Для проведення матчів чемпіонату стадіони вибираються випадковим чином:
- Доманьяно (500 місць)
- К'єзануова (300 місць)
- Догана (500 місць)
- Фйорентіно (700 місць)
- Фонте дель Ово (500 місць)
- Серравалле «B» (700 місць)

Фінал чемпіонату завжди грають на Олімпійському стадіоні (також на цьому стадіоні проводять матчі збірних Сан-Марино).

## Призери та бомбардири чемпіонату
| Сезон     | Чемпіон                                                | Віце-чемпіон                                           | Бронзовий призер                                       | Бомбардир                                                      | Голи                                                   |
| --------- | ------------------------------------------------------ | ------------------------------------------------------ | ------------------------------------------------------ | -------------------------------------------------------------- | ------------------------------------------------------ |
| 1985–1986 | Фаетано                                                | Сан-Джованні                                           | Ла Фіоріта                                             | Теодоро Бернардіні (Лібертас)                                  | 16                                                     |
| 1986–1987 | Ла Фіоріта                                             | Фаетано                                                | Догана/Монтевіто                                       | Мауріціо Гаспероні (Фаетано)                                   | 18                                                     |
| 1987–1988 | Тре Фйорі                                              | Віртус                                                 | Лібертас                                               | Теодоро Бернардіні (Лібертас)                                  | 23                                                     |
| 1988–1989 | Доманьяно                                              | Ла Фіоріта                                             | Лібертас                                               | Теодоро Бернардіні (Лібертас)                                  | 14                                                     |
| 1989–1990 | Ла Фіоріта                                             | Космос                                                 | Лібертас                                               | Марко Мулароні (Ла Фіоріта)                                    | 15                                                     |
| 1990–1991 | Фаетано                                                | Тре Фйорі                                              | Ювенес                                                 | Стефано Де Луїджі (Фаетано)                                    | 13                                                     |
| 1991–1992 | Монтевіто                                              | Лібертас                                               | Тре Пенне                                              | Теодоро Бернардіні (Лібертас)                                  | 13                                                     |
| 1992–1993 | Тре Фйорі                                              | Доманьяно                                              | Фольгоре/Фальчано                                      | Теодоро Бернардіні (Лібертас)                                  | 15                                                     |
| 1993–1994 | Тре Фйорі                                              | Ла Фіоріта                                             | Доманьяно                                              | Андреа Уголіні (Тре Фйорі)                                     | 15                                                     |
| 1994–1995 | Тре Фйорі                                              | Ла Фіоріта                                             | Космос                                                 | Андреа Уголіні (Тре Фйорі)                                     | 16                                                     |
| 1995–1996 | Лібертас                                               | Космос                                                 | Ла Фіоріта                                             | Алессандро Панкотті (Сан-Джованні)                             | 11                                                     |
| 1996–1997 | Фольгоре/Фальчано                                      | Ла Фіоріта                                             | Фаетано                                                | Фабріціо Албані (Лібертас)                                     | 23                                                     |
| 1997–1998 | Фольгоре/Фальчано                                      | Тре Фйорі                                              | Тре Пенне                                              | Дам'яно Ваннуччі (Віртус)                                      | 18                                                     |
| 1998–1999 | Фаетано                                                | Фольгоре/Фальчано                                      | Доманьяно                                              | Паріде Рензі (Тре Пенне)                                       | 22                                                     |
| 1999–2000 | Фольгоре/Фальчано                                      | Доманьяно                                              | Віртус                                                 | Джанкарло Карневалі (Лібертас)                                 | 17                                                     |
| 2000–2001 | Космос                                                 | Фольгоре/Фальчано                                      | Мурата                                                 | Джанкарло Карневалі (Лібертас)                                 | 22                                                     |
| 2001–2002 | Доманьяно                                              | Кайлунго                                               | Космос                                                 | Паоло Монтанья (Космос)                                        | 17                                                     |
| 2002–2003 | Доманьяно                                              | Пеннаросса                                             | Лібертас                                               | Мохамед Забул (Пеннаросса)                                     | 21                                                     |
| 2003–2004 | Пеннаросса                                             | Доманьяно                                              | Кайлунго                                               | Дам'яно Ваннуччі (Віртус)                                      | 15                                                     |
| 2004–2005 | Доманьяно                                              | Мурата                                                 | Лібертас                                               | Маттео Паццалья (Монтевіто)                                    | 19                                                     |
| 2005–2006 | Мурата                                                 | Пеннаросса                                             | Тре Фйорі                                              | Марко де Луїджі (Мурата)                                       | 19                                                     |
| 2006–2007 | Мурата                                                 | Тре Фйорі                                              | Лібертас                                               | Саймон Парма (Ла Фіоріта) Оскар Б'янкі (Лібертас)              | 19                                                     |
| 2007–2008 | Мурата                                                 | Ювенес-Догана                                          | Фаетано                                                | Мохамед Забул (Мурата)                                         | 21                                                     |
| 2008–2009 | Тре Фйорі                                              | Ювенес-Догана                                          | Мурата                                                 | Марко Фантіні (Ювенес-Догана)                                  | 16                                                     |
| 2009–2010 | Тре Фйорі                                              | Тре Пенне                                              | Фаетано                                                | Марко Фантіні (Ювенес-Догана) Соссіо Арута (Тре Фйорі)         | 14                                                     |
| 2010–2011 | Тре Фйорі                                              | Тре Пенне                                              | Космос                                                 | Алессандро Джунта (Тре Фйорі)                                  | 13                                                     |
| 2011–2012 | Тре Пенне                                              | Лібертас                                               | Тре Фйорі                                              | Крістіан Менін (Космос)                                        | 12                                                     |
| 2012–2013 | Тре Пенне                                              | Лібертас                                               | Ла Фіоріта                                             | Денис Ієнчинелла (Фйорентіно) Альберто Канніні (Ювенес-Догана) | 17                                                     |
| 2013–2014 | Ла Фіоріта                                             | Фольгоре/Фальчано                                      | Тре Фйорі                                              | Джакомо Гвалтьєрі (Ла Фіоріта)                                 | 21                                                     |
| 2014–2015 | Фольгоре/Фальчано                                      | Ювенес-Догана                                          | Ла Фіоріта                                             | Даниель Фригульєтті (Сан-Джованні)                             | 16                                                     |
| 2015–2016 | Тре Пенне                                              | Ла Фіоріта                                             | Фольгоре/Фальчано                                      | Марко Мартіні (Ла Фіоріта)                                     | 19                                                     |
| 2016–2017 | Ла Фіоріта                                             | Тре Пенне                                              | Фольгоре/Фальчано                                      | Марко Мартіні (Ла Фіоріта)                                     | 27                                                     |
| 2017–2018 | Ла Фіоріта                                             | Фольгоре/Фальчано                                      | Тре Фйорі                                              | Імре Баладассі (Тре Фйорі)                                     | 20                                                     |
| 2018–2019 | Тре Пенне                                              | Ла Фіоріта                                             | Тре Фйорі                                              | Андреа Компаньйо (Тре Фйорі)                                   | 22                                                     |
| 2019–2020 | змагання не були закінчені через пандемію коронавірусу | змагання не були закінчені через пандемію коронавірусу | змагання не були закінчені через пандемію коронавірусу | змагання не були закінчені через пандемію коронавірусу         | змагання не були закінчені через пандемію коронавірусу |
| 2020–2021 | Фольгоре                                               | Ла Фіоріта                                             | Тре Пенне                                              | Маттео Балдіні (Ювенес-Догана)                                 | 12                                                     |
| 2021–2022 | Ла Фіоріта                                             | Тре Пенне                                              | Тре Фйорі                                              | Імре Бадалассі (Тре Пенне)                                     | 24                                                     |
| 2022–2023 | Тре Пенне                                              | Космос                                                 | Ла Фіоріта                                             | Маттео Пранделлі (Космос)                                      | 21                                                     |
| 2023–2024 | Віртус                                                 | Ла Фіоріта                                             | Тре Пенне                                              | Імре Бадалассі (Тре Пенне)                                     | 28                                                     |
| 2024–2025 | Віртус                                                 | Ла Фіоріта                                             | Тре Фйорі                                              | Маттео Пранделлі (Тре Фйорі)                                   | 21                                                     |

## Титули
| Клуб              | Переможець | Сезон                                                           |
| ----------------- | ---------- | --------------------------------------------------------------- |
| Тре Фйорі         | 7          | 1987–88, 1992–93, 1993–94, 1994–1995, 2008–09, 2009–10, 2010–11 |
| Ла Фіоріта        | 6          | 1986–87, 1989–90, 2013–14, 2016–17, 2017–18, 2021–22            |
| Фольгоре/Фальчано | 5          | 1996–97, 1997–98, 1999–00, 2014–15, 2020–21                     |
| Тре Пенне         | 5          | 2011–12, 2012–13, 2015–16, 2018–19, 2022–23                     |
| Доманьяно         | 4          | 1988–89, 2001–02, 2002–03, 2004–05                              |
| Фаетано           | 3          | 1985–86, 1990–91, 1998–99                                       |
| Мурата            | 3          | 2005–06, 2006–07, 2007–08                                       |
| Віртус            | 2          | 2023–24, 2024–25                                                |
| Фйорентіно        | 1          | 1991–92                                                         |
| Лібертас          | 1          | 1995–96                                                         |
| Космос            | 1          | 2000–01                                                         |
| Пеннаросса        | 1          | 2003–04                                                         |